# دار المدان (حالمين)

تعديل مصدري - تعديل

دار المدان هي إحدى قرى عزلة حبيل الريدة بمديرية حالمين التابعة لمحافظة لحج، بلغ تعداد سكانها 278 نسمة حسب تعداد اليمن لعام 2004.